# Simalurius jacobsoni
Simalurius jacobsoni is een hooiwagen uit de familie Assamiidae.